# Найдик, Чарльз
Чарльз Найдик (Найдич, Нейдич, англ. Charles Neidich; род. 1953, Нью-Йорк) — американский кларнетист, композитор и дирижёр русского и греческого происхождения.
Окончил Йельский университет как культуролог. Одновременно учился игре на кларнете — в детстве у своего отца, затем у известного нью-йоркского специалиста Леона Рашаноффа (англ. Leon Russianoff; 1916—1990) и наконец в 1975—1978 гг. по фулбрайтовскому гранту в Московской консерватории у Бориса Дикова. В 1985 г. стал одним из победителей Наумбурговского конкурса молодых исполнителей.
Найдик известен как исполнитель, последовательно освобождающий популярные произведения прошлого от позднейших редакций и конъектур и стремящийся вернуться к оригинальным версиям. В то же время Найдик много работает с современными композиторами. Среди его записей — концерты В. А. Моцарта и К. М. Вебера, камерные сочинения Р. Шумана, И. Брамса, Э. Картера и др.
В 1985—1989 гг. профессор Истменовской школы музыки, с 1989 г. — Манхэттенской школы музыки. Преподавал также в других учебных заведениях, в том числе в 1994—1995 гг. в Академии Сибелиуса.